# INOGATE

Логотип INOGATE

INOGATE — міжнародна програма співпраці у сфері енергетики між Європейським Союзом (ЄС), 
Туреччиною та країнами «нових незалежних державах» (ННЗ), за винятком країн Балтики та Російської Федерації. Офіційно це «міжнародне співробітництво між Європейським Союзом, прибережними країнами Чорного та Каспійського Морів та сусідніми з ними країнами». Вона реалізується через програму ЄС EuropeAid, за підтримки секретаріату, який розташовано в Києві, в Україні  та регіонального офісу в Тбілісі, в Грузії.
INOGATE було започатковано в 1995, як механізм ЄС для міждержавного транспортування нафти та газу до Європи (звідси, англійською мовою і утворився акронім). Спочатку це стосувалось лише нафто- та газопроводів зі Східної Європи та Кавказу до ЄС. Після конференції в Баку, в Азербайджані у 2004 році та конференції в Астані, в Казахстані ця програма перетворилася на ширше партнерство в енергетичній сфері, працюючи за чотирма ключовими напрямками:
- Посилення енергетичної безпеки
- Конвергенція енергетичних ринків на основі принципів внутрішнього енергетичного ринку ЕС
- Підтримка сталого енергетичного розвитку
- Залучення інвестицій в енергетичні проєкти загального та регіонального інтересу.

З 2007 року, програма INOGATE фінансується Європейська Ініціатива Сусідства та Партнерства (ENPI).

## Партнери INOGATE
Країни партнери INOGATE це:
- Азербайджан
- Білорусь
- Вірменія
- Грузія
- Казахстан
- Киргизстан
- Молдова
- Російська Федерація (лише у статусі спостерігача)
- Таджикистан
- Туреччина
- Туркменістан
- Україна
- Узбекистан

Туреччина є країною партнером INOGATE, тому постійно запрошується до участі в засіданнях INOGATE, але не є країною бенефиціаром. Програма INOGATE це спільна ініціатива трьох директоратів Європейської Комісії: Генерального директорату з транспорту та енергетики, генерального директорату з зовнішніх відносин та офісом з співпраці  EuropeAid.

## «Бакинська ініціатива» та декларація прийнята в Астані
«Бакинська ініціатива» це результат політичного діалогу з енергетичної співпраці між ЄС та країнами партнерами INOGATE. Ця ініціатива була проголошена 13 листопада 2004 року на Міністерській конференції в Баку. Друга Міністерська конференція відбулася в Астані 30 листопада 2006 року і підтвердила наміри програми INOGATE покривати більше енергетичних питань в країнах партнерах та їхню взаємодію по цих питаннях з ЄС.
Одна з цілей «Бакинської ініціативи» це посилення інтеграції енергетичних ринків країн учасниць з ЄС, для утворення прозорих енергетичних ринків здатних до залучення інвестицій та підвищення безпеки та надійності енергопостачання. (Інші аспекти Ініціативи стосуються транспортування). Країни партнери погодились гармонізувати законодавчі та технічні стандарти що сприятимуть функціонуванню інтегрованого енергетичного ринку згідно з ЄС та міжнародними правовими та регуляторними нормами; підвищення безпеки та надійності енергопостачання шляхом збільшення та модернізації існуючої інфраструктури; заміна старої енергогенеруючої інфраструктури на нову, яка є екологічно досконалою; розвиток нової інфраструктури та впровадження сучасних моніторингових систем; покращення енергопостачання  та управління попитом через інтеграцію енергоефективних систем; підвищення фінансування комерційно та екологічно життєздатних енергетичних проєктів загального інтересу. «Дорожня карта» спрямована на досягнення ціх цілей була підписана на Міністерській конференції в Астані.

## Структура та діяльність
Координуюча структура Бакинської Ініціативи — це Київський технічний секретаріат INOGATE, який розташовано в Києві.
Бакинська Ініціатива реалізується за допомогою чотирьох робочих груп, в які залучені члени з усіх країн партнерів:
- Гармонізація правових, регуляторних та інституціональних норм для лібералізації ринку
- Посилення енергетичної безпеки та надійності в транспортних мережах
- Сталий енергетичний розвиток
- Залучення інвестицій  та підтримка проєктів

На веб порталі INOGATE зазначено низку спеціальних проєктів, які фінансуються ENPI, та виконуються програмою INOGATE. З лютого 2009 року, серед цих проєктів: ініціативи щодо покращення безпеки та надійності нафто- та газотранспортних структур, розвиток координованих енергетичних політик в Центральній Азії та підтримка інтеграції ринку та ініціатив сталої енергетики в країнах партнерах.
Програмою INOGATE були також підготовлені карти нафто- та газопроводів в країнах партнерах та їх зв'язок з Західною Європою.
Програма INOGATE має постійно оновлюваний перелік конференцій та публікацій. На веб порталі знаходиться постійно оновлювана інформація та новини з розвитку в енергетики в країнах партнерах та відповідні ініціативи та політики ЄС.

## Проєкт
Проєкт INOGATE — регіональний проєкт у сфері енергетики, який фінансується за ЄС, спрямований на підтримку співпраці в галузі енергетичної політики Країн — партнерів з питань, пов'язаних з чотирма напрямками діяльності Програми INOGATE. З моменту початку даної Програми у 1996 році реалізовано близько 61 проєкту INOGATE. Нині тривають 3 проєкту INOGATE :
• Технічний секретаріат Програми INOGATE і комплексна програма на підтримку Бакинської ініціативи та енергетичних цілей Східного партнерства, терміни виконання проєкту: 02 /2012 — 01 / 2015, загальний бюджет : 16,6 млн. євро;
• Ініціатива енергозбереження у будівельному секторі Східної Європи та Центральної Азії, терміни виконання проєкту: 01 /2010 — 12 / 2013, загальний бюджет : 4,5 млн. євро;
• Програма зі сталої енергетики для Центральної Азії: поновлювані джерела енергії та енергоефективність, терміни виконання проєкту: 01 / 2013 — 12 / 2015, загальний бюджет : 4 млн. євро.
Крім цих проєктів існує ще один проєкт, пов'язаний з Програмою INOGATE (тобто не будучи проєктом INOGATE, отримує фінансування в рамках INOGATE і сприяє досягненню тих же цілей), який Програма планує брати до уваги :
• Підтримка участі міст Східної Європи і Центральної Азії в «Угоді мерів» (проєкт, пов'язаний з INOGATE ) ; терміни виконання проєкту: 09 /2011 — 09 / 2013, загальний бюджет : 2,15 млн. євро. Кожен і цих проєктів відповідає за забезпечення візуального представлення своєї діяльності. Однак, Технічний секретаріат Програми INOGATE (ITS ) сприяє поширенню результатів роботи проєктів у більш широкому контексті Програми INOGATE.